# 가와모토 고지
가와모토 고지(일본어: 川本 浩次, 1951년 9월 26일 ~ )는 일본의 전 프로 야구 선수이다. 교토부 출신이며 현역 시절 포지션은 외야수였다.

## 인물
헤이안 고등학교 시절에서는 외야수, 대기 투수로 활약하여 2학년 때부터 춘계 하계 4회 연속으로 고시엔 대회에 출전했다. 1년 선배인 이케다 노부오, 이시야마 가즈히데의 배터리를 앞세워 우익수로서 1968년 춘계 선발 대회(제40회 선발 고등학교 야구 대회)에 출전했다. 준준결승에서 오미야 공업고등학교(사이타마현)의 요시자와 도시오에게 막혀 팀은 패했다. 같은 해 하계 선수권 대회(제50회 전국 고등학교 야구 선수권 대회)의 1차전에서 또다시 오미야 공업고등학교와 상대했지만 9회초에 역전당해 패했다.
3학년 때는 3번 타자 겸 중견수로 돌았는데 춘계 선발 대회(제41회 선발 고등학교 야구 대회)의 2차전(첫 경기)에서는 이 대회에서 우승한 미에 고등학교의 에이스 우에니시 히로아키를 무너뜨리질 못하고 팀은 패했으며 이 대회에서는 선수 선서를 맡았다(교토부의 고등학교에서는 최초). 같은 해 여름에 개최된 게이지 대회 결승에서는 히에이잔 고등학교의 에이스 마시바 시게쿠니의 호투에 시달렸지만 연장 11회 접전 끝에 승리하여 하계 선수권 대회(제51회 전국 고등학교 야구 선수권 대회) 진출을 결정지었다. 하지만 본 대회의 준준결승에서는 오타 고지, 야에자와 겐이치가 소속된 미사와 고등학교(아오모리현)에게서 패했다. 고교 동기로는 4번 타자 겸 1루수로 활약한 시부야 도루가 있다.
강한 어깨와 빠른 발을 가진 외야수로 주목을 받아 1969년 드래프트 번외로 한신 타이거스에 입단했다. 하지만 1군에서의 출전은 없었고 1970년 11월에 있은 제1회 선발 회의(트레이드 회의)에서의 대상이 됐고 이듬해인 1971년에 긴테쓰 버펄로스로 이적했다. 1974년에는 시즌 최종전에서 1군 첫 출전을 이뤘고 닛폰햄 파이터스의 다카하시 나오키로부터 생애 첫 안타를 기록했다. 이후에는 출전 기회를 갖지 못하고 1975년을 끝으로 현역에서 은퇴했다.

## 상세 정보

### 출신 학교
- 헤이안 고등학교

### 선수 경력
- 한신 타이거스(1970년)
- 긴테쓰 버펄로스(1971년 ~ 1975년)

### 등번호
- 43(1970년)
- 58(1971년 ~ 1974년)
- 36(1975년)

### 연도별 타격 성적
| 연 도      | 소 속      | 경 기 | 타 석 | 타 수 | 득 점 | 안 타 | 2 루 타 | 3 루 타 | 홈 런 | 루 타 | 타 점 | 도 루 | 도 루 자 | 희 생 번 | 희 생 플 | 볼 넷 | 고 4 | 사 구 | 삼 진 | 병 살 타 | 타 율 | 출 루 율 | 장 타 율 | O P S |
| ---------- | ---------- | ----- | ----- | ----- | ----- | ----- | ------- | ------- | ----- | ----- | ----- | ----- | -------- | -------- | -------- | ----- | ---- | ----- | ----- | -------- | ----- | -------- | -------- | ----- |
| 1974년     | 긴테쓰     | 1     | 2     | 2     | 1     | 1     | 0       | 0       | 0     | 1     | 0     | 0     | 0        | 0        | 0        | 0     | 0    | 0     | 0     | 0        | .500  | .500     | .500     | 1.000 |
| 통산 : 1년 | 통산 : 1년 | 1     | 2     | 2     | 1     | 1     | 0       | 0       | 0     | 1     | 0     | 0     | 0        | 0        | 0        | 0     | 0    | 0     | 0     | 0        | .500  | .500     | .500     | 1.000 |